# Saison 6 de Highlander
 (juin 2024).
Si vous disposez d'ouvrages ou d'articles de référence ou si vous connaissez des sites web de qualité traitant du thème abordé ici, merci de compléter l'article en donnant les références utiles à sa vérifiabilité et en les liant à la section « Notes et références ».
Chronologie
Saison 5
Cet article présente le guide des épisodes de la sixième et dernière saison de la série télévisée franco-canadienne Highlander.

## Distribution

### Acteurs principaux
Les acteurs suivants figurent au générique de la sixième saison :
- Adrian Paul (VF : Pierre Dourlens) : Duncan MacLeod
- Elizabeth Gracen (VF : Catherine Davenier) : Amanda
- Peter Wingfield (VF : Maurice Decoster) : Methos
- Jim Byrnes (VF : Michel Paulin) : Joe Dawson

### Acteurs récurrents
- Roger Daltrey (VF : Philippe Catoire) : Hugh Fitzcairn (2 épisodes)

## Équipe technique
- Producteurs délégués : Peter S. Davis, William Panzer, Christian Charret, Marla Ginsburg
  - Coproducteur délégué : Nicholas Clermont
- Producteur : Ken Gord
  - Producteur associé : David Tynan
  - Producteur coordination : Denis Leroy
- Consultant au scénario : David Tynan
- Consultant créatif : David Abramowitz
- Thème du générique : Princes of the Universe par Queen
- Musique originale : Roger Bellon

## Épisodes
Les treize épisodes de la sixième saison de la série sont :

### Épisode 1:Le Nouveau Départ
- États-Unis : 5 octobre 1997
- France : 22 septembre 1999 sur M6

- Peter Hudson (Ahriman/Horton)
- Rachel Shelley (Sophie Baines)
- Danny Dyer (Andrew)

- Cet épisode fait suite au dernier épisode de la saison 5, Punition suprême. On voit quelques passages avec Tessa et Richie.
- Se passant un an après les évènements dramatiques de l'épisode précédent, l'histoire devait à l'origine se dérouler 20 ans plus tard. Les producteurs ont rapidement abandonnés cette idée, puisque entrainant des coûts de production trop élevés.

### Épisode 2:L'Affrontement
- États-Unis : 11 octobre 1997

- Peter Hudson (Ahriman/Horton)
- Dudley Sutton (Père Beaufort)
- Valentine Pelka (Ahriman/Kronos)

- Cet épisode clôture l'arc entamé avec le dernier épisode de la saison 5, sur la lutte entre le bien et le mal.

### Épisode 3:Péché paternel
- États-Unis : 18 octobre 1997

- Dara Tomanovich (Alex Raven)
- Charles Daish (Grant Thomas)
- Ian Richardson (Max Leiner)

Immortels
- Alex Raven
- Gerard

Flashback
- XVIIIe siècle, Europe
- 1942, Ghetto de Varsovie  Pologne

- Cet épisode de la sixième saison est le premier épisode-test avec une femme Immortelle, devant déboucher sur une série spin-off. Le personnage porte également le nom de « Raven », qui sera le titre original de la série spin-off.

### Épisode 4:Immunité Diplomatique
- États-Unis : 25 octobre 1997

- Jasper Britton (Willie Kingsley)
- Ed Bishop (Edward Banner)
- Alexis Denisof (Steve Banner)
- Malcolm Rennie (Smythe)
- Anita Dobson (Molly Ivers)

Immortels
- Willie Kingsley

Flashback
- 1836 et 1969, Londres,  Royaume-Uni

- Anita Dobson est surtout connue pour avoir été l'interprète d'Angie Watts dans le soap EastEnders. Elle est mariée à Brian May, guitariste du groupe britannique Queen dont le titre Princes of the Universe est la musique du générique de la série.
- Quelques années après, Alexis Denisof sera connu pour son rôle de Wesley Wyndam-Pryce dans Buffy et Angel puis il rejoindra l'équipe de How I Met Your Mother et Grimm.

### Épisode 5:La Patiente disparue
- États-Unis : 1er novembre 1997

- Alice Evans (Kyra)
- Michael Halsey (Milos Vladic)

Immortels
- Kyra
- Milos Vladic

Flashback
- 1640,  Royaume de France

- Il s'agit du deuxième épisode-test de la saison avec une femme Immortelle.
- Alice Evans a joué Emmanuelle dans le film Ma femme s'appelle Maurice. Elle est mariée à l'acteur britannique Ioan Gruffudd.

### Épisode 6:Traque sur ordinateur
- États-Unis : 8 novembre 1997

- Andrew Bicknell (Marek)
- Rochelle Redfield (Margo)
- Alexi K. Campbell (Dice)

Immortels
- Devon Marek

Flashback
- 1634, Willoughby Estates,  Royaume d'Écosse

- Marek s'avère être le premier pré-Immortel que Duncan MacLeod rencontre, bien qu'il ne réalise ce qu'il est qu'après l'avoir vu revenir à la vie, non sans l'avoir au préalable enterré, le croyant vraiment mort.
- Rochelle Redfield est plus connue pour avoir été Johanna dans la sitcom Hélène et les Garçons et ces suites ; elle jouera aussi un petit rôle dans L'Immortelle.

### Épisode 7:Suspects irréprochables
- États-Unis : 15 novembre 1997

- Roger Daltrey (Hugh Fitzcairn)
- Cleo Rocos (Juliette)
- Hugh Simon (Tynebridge)
- Claire Keim (Marie)

Immortels
- Hugh Fitzcairn

Flashback
- 1929, Tidworth,  Royaume-Uni

- Après l'épisode de la saison 5 La Pierre de Scone, c'est le deuxième épisode à être entièrement en flashback. Hugh Fitzcairn figure dans ces deux épisodes.
- À noter: le scénario de l'épisode ressemble étrangement à celui des Dix Petits Nègres.
- Deuxième et dernière apparition de l'actrice française Claire Keim.

### Épisode 8:Justice
- États-Unis : 22 novembre 1997

- Justina Vail (Katya)

Immortels
- Katya

Flashback
- 1362,  Royaume d'Angleterre
- 1958 et 1996, Buenos Aires  Argentine

- Il s'agit du troisième épisode-test de la saison avec une femme Immortelle.
- Les trois flashbacks impliquent Katya ; on ne voit Duncan MacLeod dans aucun.
- Justina Vail jouera par la suite dans la série Sept jours pour agir.

### Épisode 9:Une photo de trop
- États-Unis : 31 janvier 1998

- Sandra Hess (Reagan Cole)

Immortels
- Reagan Cole

Flashback
- 1833, Londres  Royaume-Uni

- Il s'agit du quatrième épisode-test de la saison avec une femme Immortelle.
- Michel Albertini (Vega) jouera également dans un épisode de L'Immortelle.
- En conflit avec la production depuis le début de la saison, Adrian Paul apparaît très peu dans cet épisode.

### Épisode 10:Deux de cœur
- États-Unis : 14 février 1998

- Claudia Christian (Katherine)
- Jack Ellis (Nick)
- Steven O'Shea (Barthelomey)

Immortels
- Bartholomew
- Kathe

FlashBack
- 1270, Yorkshire,  Royaume d'Angleterre

- Cinquième et dernier épisode-test, on ne voit pas Duncan dans cet épisode. D'ailleurs, aucun acteur figurant au générique de la saison n'est présent.
- Claudia Christian est plus connue pour avoir joué dans la série Babylon 5. Ironiquement, elle a été remplacée dans la dernière saison de cette série par Tracy Scoggins, l'interprète de Cassandra dans trois épisodes de la cinquième saison.
- Le personnage de Nick a le même prénom que le mortel qui accompagnera Amanda dans la série spin-off L'Immortelle.

### Épisode 11:Indiscrétions
- États-Unis : 2 mai 1998

- Bénédicte Blythe (Morgan Walker)

Immortels
- Morgan Walker

FlashBack
- 1808, Louisiane,  États-Unis

- Bien que crédité au générique de la sixième saison, c'est le premier épisode où apparaît Peter Wingfield.
- Deuxième épisode sans Duncan MacLeod, son absence est expliquée par le fait qu'il assiste à un concert de la pianiste Claudia Jardine à Londres, qu'on avait vu dans l'épisode Course Contre La Mort de la quatrième saison.
- Selon les chroniques des guetteurs, leur organisation a été créée 2000 ans avant Jésus-Christ, lorsqu'Ammaletu l'Akkadien a vu Gilgamesh revenir à la vie.
- Cet épisode a en fait été le dernier tourné de la série. Pour le quickening final, tout le stock pyrotechnique restant a été utilisé, ce qui explique qu'il soit si impressionnant. Peter Wingfield a d'ailleurs été légèrement blessé lors du tournage de cette scène.

### Épisode 12:Être
- États-Unis : 9 mai 1998

- Roger Daltrey (Hugh Fitzcairn)
- Martin McDougall (Liam O'Rourke)
- Peter Hudson (Horton)

Immortels
- Hugh Fitzcairn
- Liam O'Rourke

FlashBack
- 1946, Londres,  Royaume-Uni

- Premier épisode du final de la série, plusieurs personnages importants sont ici de retour.
- À la manière du film La vie est belle, cet épisode nous montre ce qui arriverait à Amanda et Joe si Duncan MacLeod n'avait pas existé. Hugh Fitzcairn révèle même qu'il aurait été décapité en 1720, après avoir tenté de faire exploser le Parlement, ce que Duncan MacLeod l'avait empêché de faire dans l'épisode de la cinquième saison La Pierre De Scone.

### Épisode 13:Ne pas être
- États-Unis : 16 mai 1998

- Roger Daltrey (Hugh Fitzcairn)
- Alexandra Vandernoot (Tessa)
- Stan Kirsch (Richie Ryan)
- Martin McDougall (Liam O'Rourke)
- Peter Hudson (Horton)
- Valentine Pelka (Kronos)

- Toujours dans un univers alternatif où Duncan MacLeod n'a jamais existé, on voit Tessa Noël dans un mariage sans amour, James Horton qui a réduit les guetteurs en machine anti-Immortels, Joe Dawson comme un clochard alcoolique, Richie ne sachant pas qui il est, et Methos rejoignant les rangs de Kronos.
- Une rétrospective des 400 ans de la vie de Duncan MacLeod clôture l'épisode et la série, avec Bonnie Portmore en fond musical.